# ولفرا
ولفرا روستایی در دهستان انزان غربی بخش مرکزی شهرستان بندرگز استان گلستان ایران است.

## جمعیت
بر پایه سرشماری عمومی نفوس و مسکن در سال ۱۳۹۵ جمعیت این مکان ۳۴۴ نفر (۱۱۸خانوار) بوده‌است.